# Стокгольмська ратуша
Стокго́льмська ра́туша (швед. Stockholms stadshus) — одна з головних туристичних визначних пам'яток Стокгольма, символ шведської столиці.
Побудована в стилі «національного романтизму», Міська Ратуша (швед. Stadshuset) Стокгольма розташувалася на острові Кунгсхольмен і являє собою один із найпрекрасніших зразків сучасної європейської архітектури. Її дизайн був розроблений Рагнаром Естбергом, а побудована вона була в 1923 році. На цьому місці стояв перший в Швеції паровий млин, який знесли тільки в 1902 році. Велична квадратна башта висотою в 100 метрів виділяється на тлі загальної структури будівлі з червоної цегли. Вона увінчана трьома позолоченими коронами, які є символом Швеції. Троє святих, розставлених навколо вежі по периметру на вершині вежі — відповідальні відповідно за Гамла стан, Норрмальм і Седермальм святі Миколай, Клара та Марія Магдалена. У Ратуші два двори: відкритий громадянський двір і внутрішній закритий двір. Блакитний Зал ратуші використовується для урочистостей та святкових подій, включаючи бенкет в Блакитному залі 10 грудня по приводу вручення Нобелівської премії. Близько 18 мільйонів шматочків золотої і різнокольорової скляної мозаїки покривають стіни, а південна галерея розписана фресками Принца Юджина. У кімнаті нарад свої зустрічі проводять члени міської ради.

## Вежа Стокгольмської ратуші
Висота вежі 106 метрів, в будівництві було використано 2,5 млн цеглин, загальна вага яких становить понад 24 тис. тонн. На вежу ведуть 365 щабель.
У музеї Вежі виставлені моделі статуй і бюстів, які перебувають у Ратуші, в тому числі бюсти з коридору Рад і зразки мозаїки з Золотого залу. Основним експонатом музею служить статуя святого Еріка. Висота статуї становить 7,5 метра. Спочатку передбачалося прикрасити статуєю вершину вежі. Для підйому статуї були пророблені отвори у всіх поверхах вежі, і за допомогою крана вона повинна була піднята на саму вершину. Однак архітектор змінив свій початковий план і перетворив вершину башки в оглядовий майданчик.
Далі від музею ведуть сходи до Круглої галереї, яка прикрашена гіпсовими статуями Марії Магдалени, Св. Клари, Св. Еріка і святого, ім'я якого невідоме. Вище знаходиться Баштовий прохід і Горище вежі, де починаються дерев'яна частина башти. Дерев'яні сходи ведуть повз механізму баштового годинника і підйомного крана, який призначався для підйому статуї св. Еріка.
Оглядовий майданчик вежі отримала назву Мідна Вежа. На лоджії розташовані статуї святих Еріка, Клари, Марії Магдалени і св. Миколая, покровитель мореплавців. Кожен святий стоїть обличчям до свого приходу.
На башті знаходиться 9 дзвонів, найбільший, вагою 3 тонни, був подарований Голландією і отримав маючи св. Еріка, в честь покровителя Стокгольма. Найменший дзвін названий на честь св. Георгія. Вершину вежі вінчають три корони, діаметр кожної 2.2 метра. Корони спрямовані в бік Королівського палацу.
З травня по вересень з 9-15 до 16-00 в башті ратуші проводяться окремі оглядові екскурсії. Тривалість екскурсії 40 хвилин, по 30 чоловік. До середини вежі курсує ліфт.

## Цікаві факти
1. Ратушу будували 12 років: з 1911 по 1923 р.
2. Архітектор Ратуші — Рагнар Естберг. Якщо ви були в Стокгольмі, то напевно гуляли по його мосту (Ріксброн) поряд з парламентом або відвідували «Морський музей». Крім Стокгольма, Остберг будував і в інших містах Швеції. Наприклад, Хельсінборг він спроектував будівлю крематорію.
3. Вінчають башту три корони — стародавній символ Швеції.
4. «Блакитний зал» насправді червоний. Архітекторові так сподобався вигляд цегляних стін залу, що він відмовився від початкової ідеї пофарбувати стіни в блакитний колір.
5. При будівлі щабель, Остберг наряджав свою дружину в туфлі на підборах і вечірню сукню і примушував її бродити по макетах щабель «Блакитного залу» туди-сюди. Зрештою, йому вдалося підібрати ідеальне поєднання ширини і висоти щабель, щоб дами ненароком не скотилися з неї в найвідповідальніший момент.
6. У коридорі, що веде до залу засідань, Остберг поставив бюсти простих усміхнених людей. Так він увічнив будівельників Ратуші.
7. Стеля залу для засідань являє собою перевернутий човен вікінгів. За переказами саме під своїми кораблями вікінги влаштовували свої наради.
8. У тури в Ратуші немає дна. Зате через неї видно красиве небо. Та й таким чином архітектор натякав депутатам, що довго засиджуватися не порядок. Треба швидше приймати закони, щоб не замерзнути.
9. З боків залу засідань влаштовані ложі для преси і простих городян. Влада повинна бути прозорою. Перший час ці лавки служили ареною для бійок і скандалів між прихильниками різних партій і законів, але потім всі звикли і заспокоїлися.
10. Стеля залу складається зі 100 сегментів, які символізують кількість депутатів у Стокгольмському парламенті.
11. На північній стіні залу ховаються фігури годин св. Георгія. Під час бою годинника фігури виїжджають назовні на балкон Ратуші.
12. У стіні «Залу сотні» красується загадковий отвір. Насправді це вентиляційний хід. Остберг придумав хитромудру систему обігріву та провітрювання будівлі, використовуючи природні потоки повітря по Ратуші. Тобто фактично приміщення провітрюються за допомогою протягів. У деяких місцях отвори замасковані гобеленами або шафами, з яких при відкритті дверцят завжди дме.
13. У Ратуші є свій «Овальний кабінет», точніше зал. Тут проходять церемонії одруження.
14. Фрески галереї власноруч створював принц Євгеній (брат короля Густава V), звідси й назва. Принц був вкрай самокритичний, з легкістю знищуючи вже готові варіанти свого розпису. Таким чином, робота зайняла у нього цілих два роки.
15. Найрозкішніший зал Ратуші — «Золотий». Зал прикрашений мозаїкою у візантійському стилі, що складається більш ніж з 18 мільйонів шматочків. На мозаїку було витрачено 10 кілограмів чистого золота.
16. Центральною фігурою мозаїки «Золотого залу» служить зображення королеви озера Малар.
17. У дворі Ратуші росте дуб. Це дерево посаджене в рік завершення будівлі.
18. Туалети ратуші демонструють принципи відкритості і демократії.
19. У будівлі Стокгольмської Ратуші знаходиться ресторан. У ньому можна покуштувати ті самі страви, якими пригощали гостей Нобелівського бенкету.
20. Колони в «Блакитному залі» зроблені, виходячи з міркувань гендерної рівності. Є грубувата чоловіча колона, і є більш витончена жіноча. До речі, в першому зібранні у Ратуші було цілих дві жінки. Для початку двадцятого століття — це було досягнення. Архітекторові довелося навіть оформляти для двох депутаток окрему кімнату відпочинку.
21. Біля підніжжя східної частини Ратуші знаходиться саркофаг Ярла Біргера. Це той самий «король», якому князь Олександр Ярославич під час Невської битви «възложи печать на лице острымь своимь копиемъ». Правда, крім «Повѣсті про житіє …» про цей поєдинок інші джерела замовчують.

## Галерея

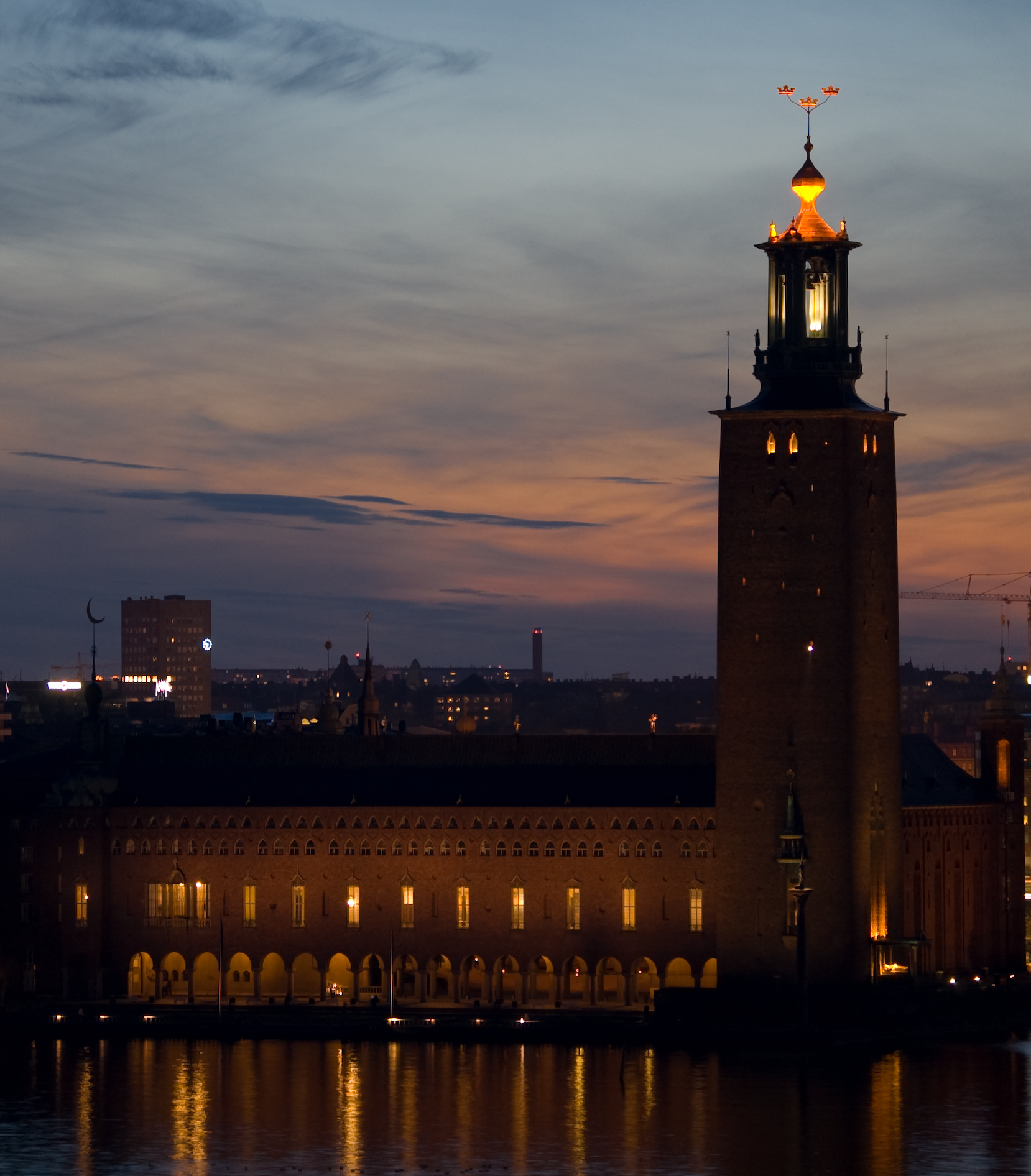
Стокгольмська ратуша видно з Седермальм
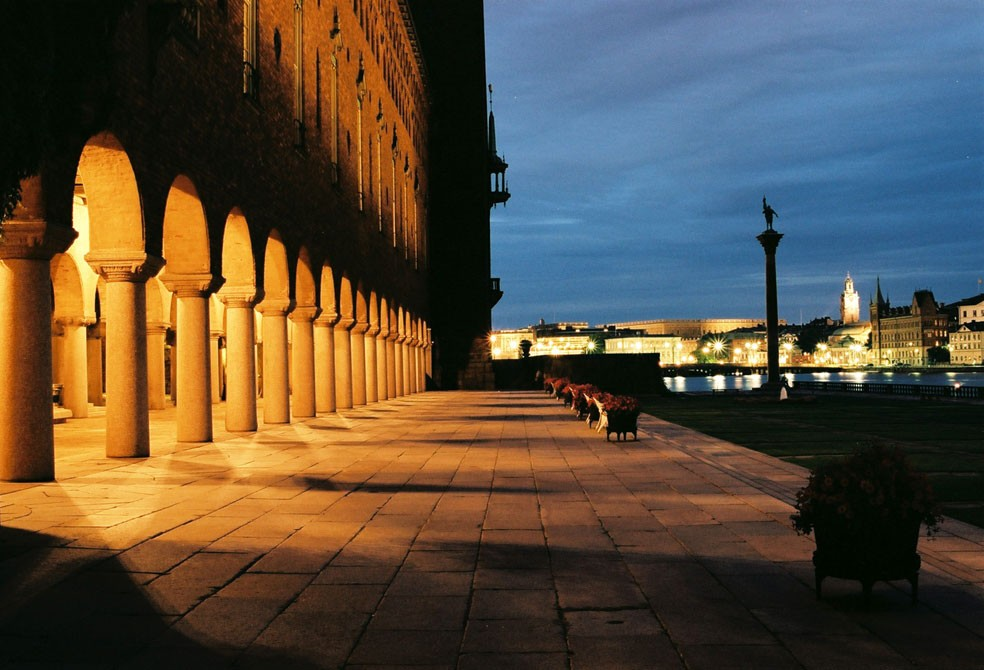
Стокгольмська ратуша вночі
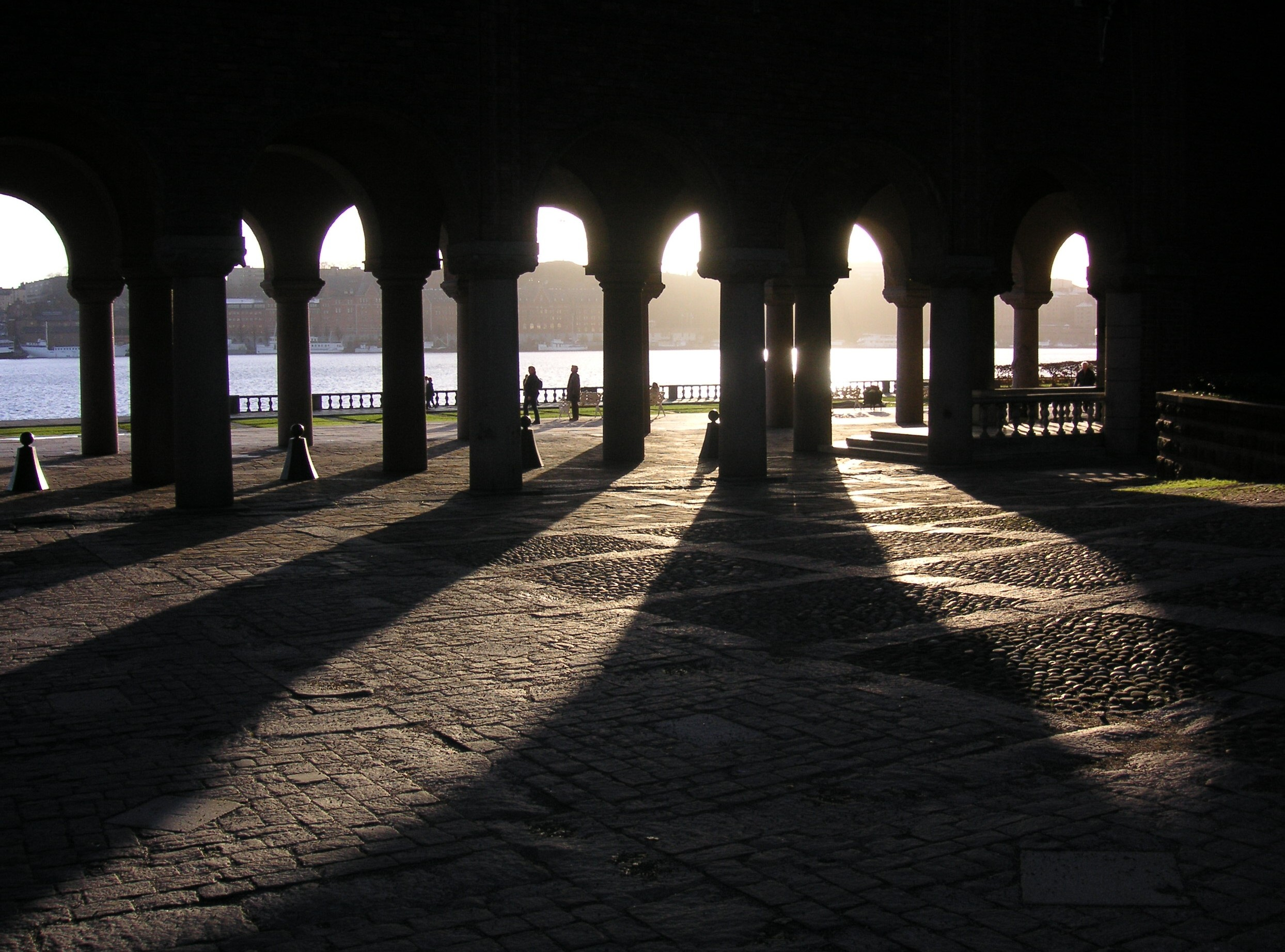
Внутрішній двір Стокгольмської ратуші
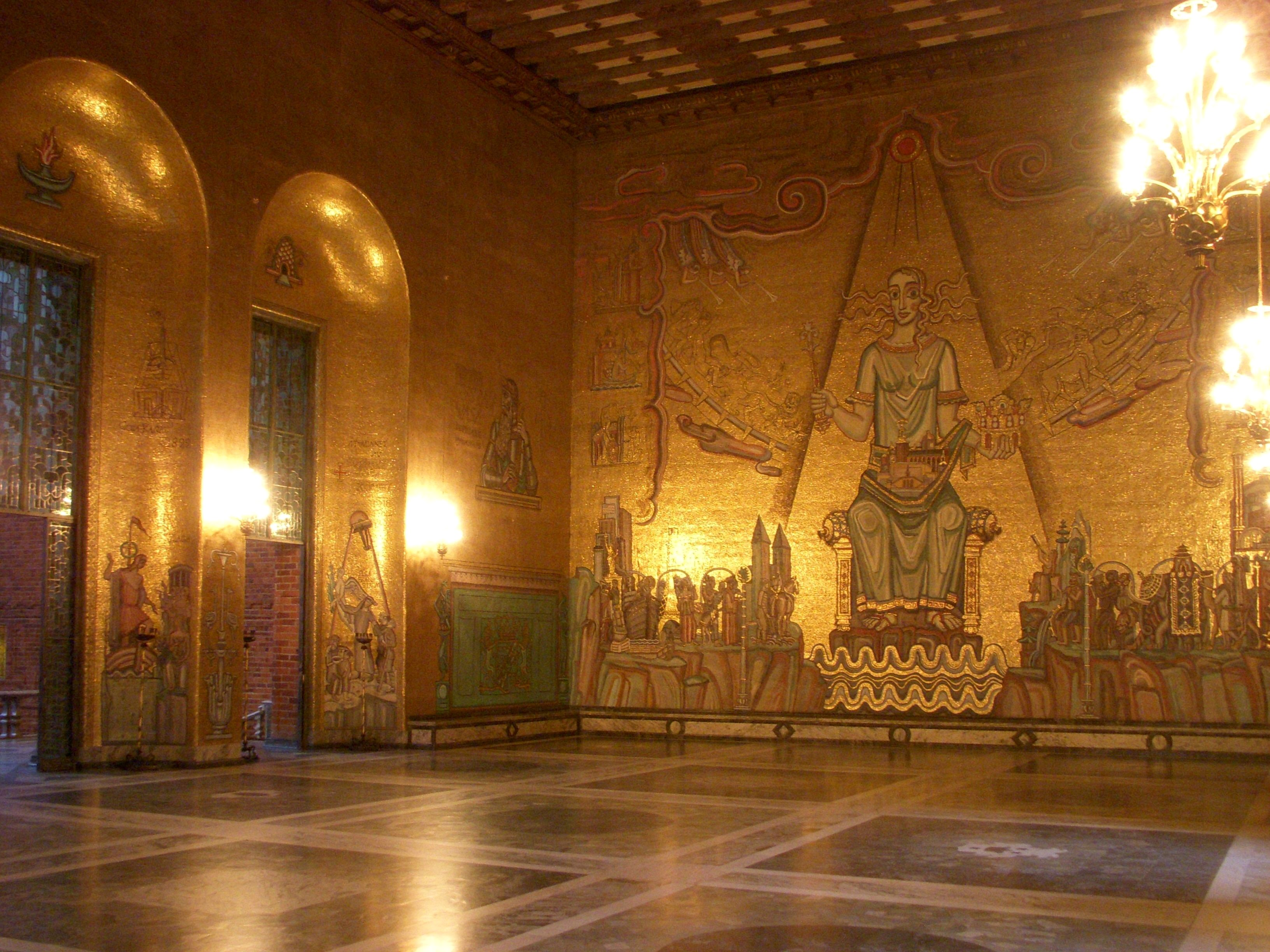
Золота зала
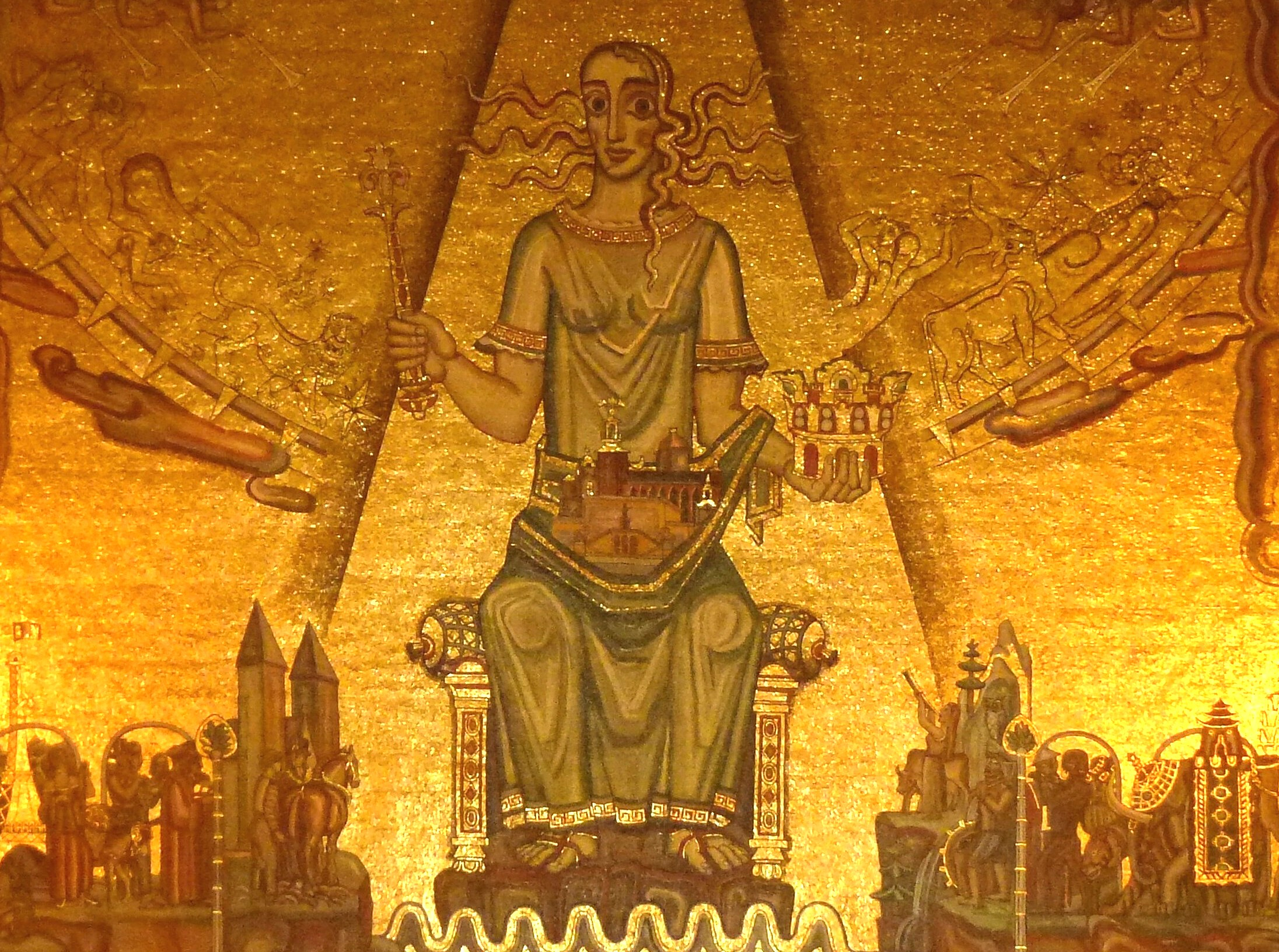
Зображення королеви озера Малар, Золота зала
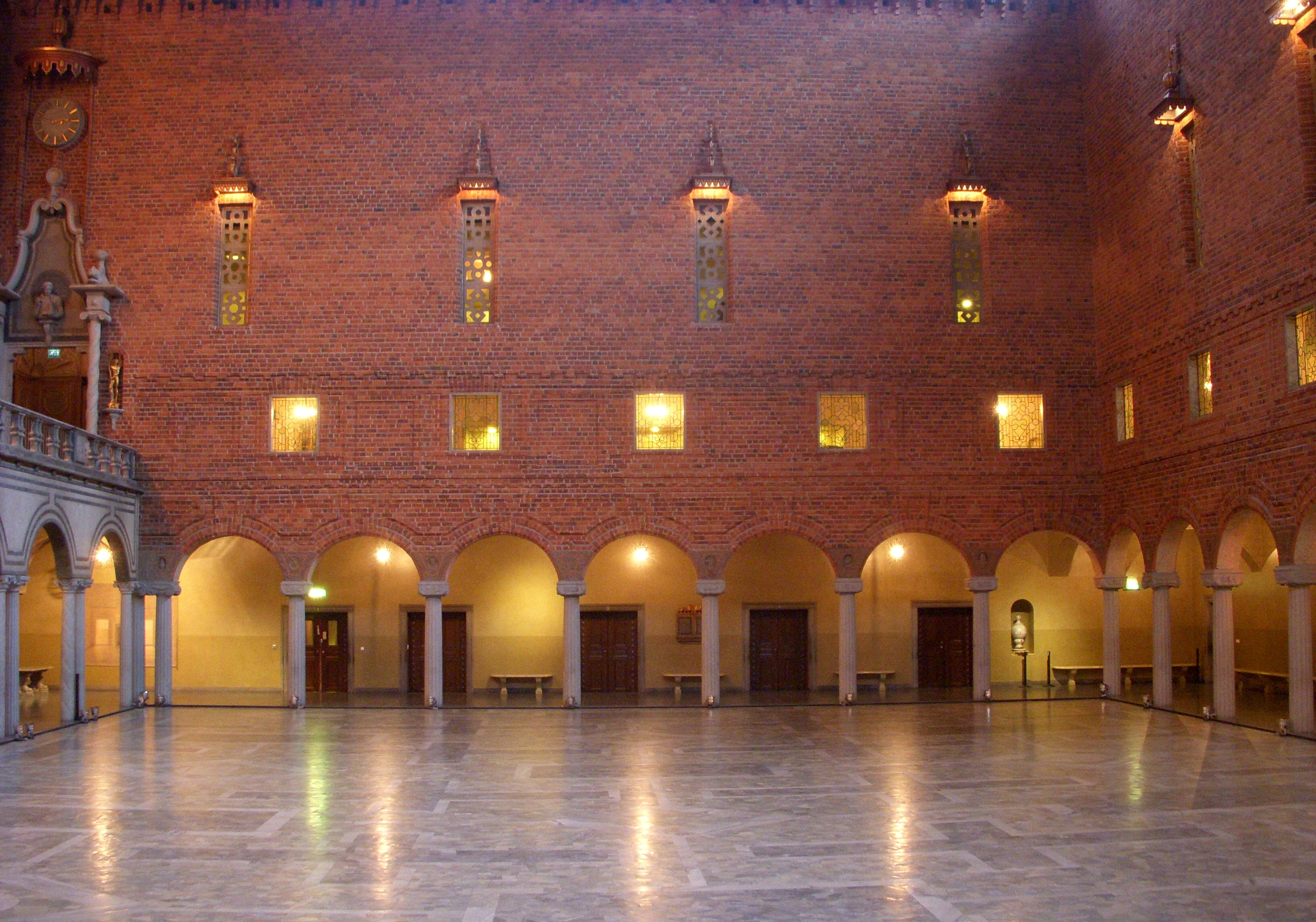
Блакитна зала
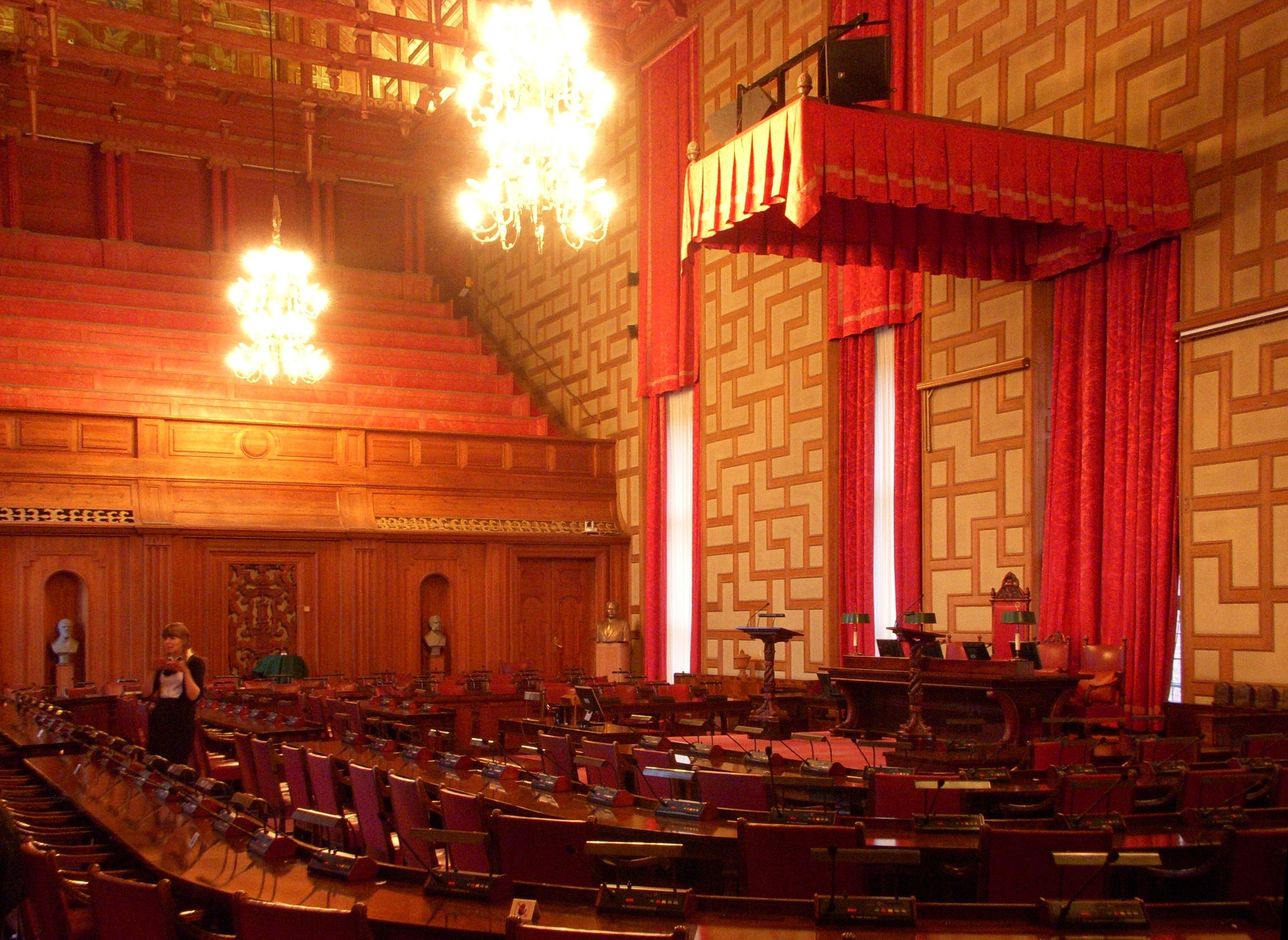
Зала ради
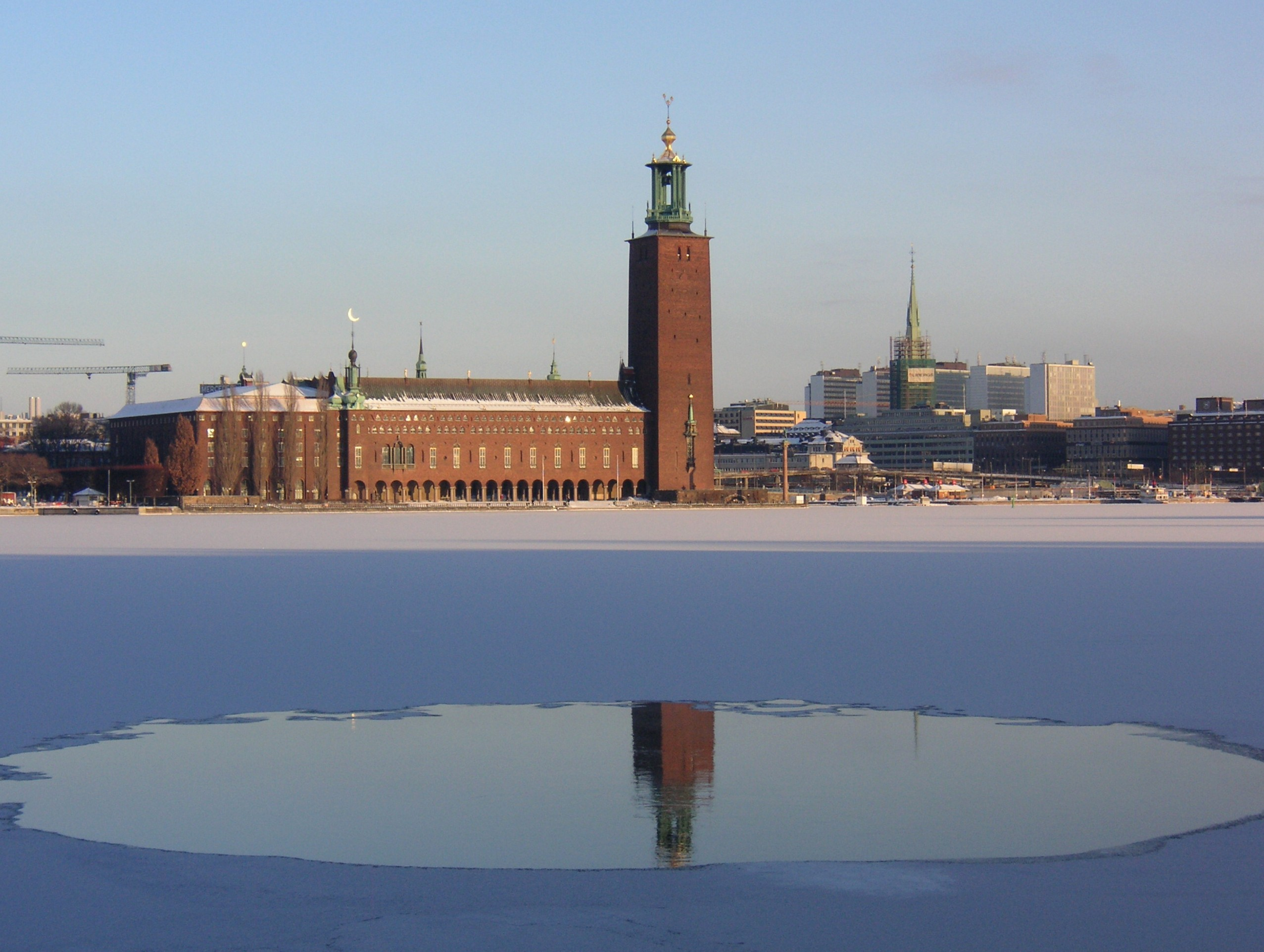
Стокгольмська ратуша в зимовий день
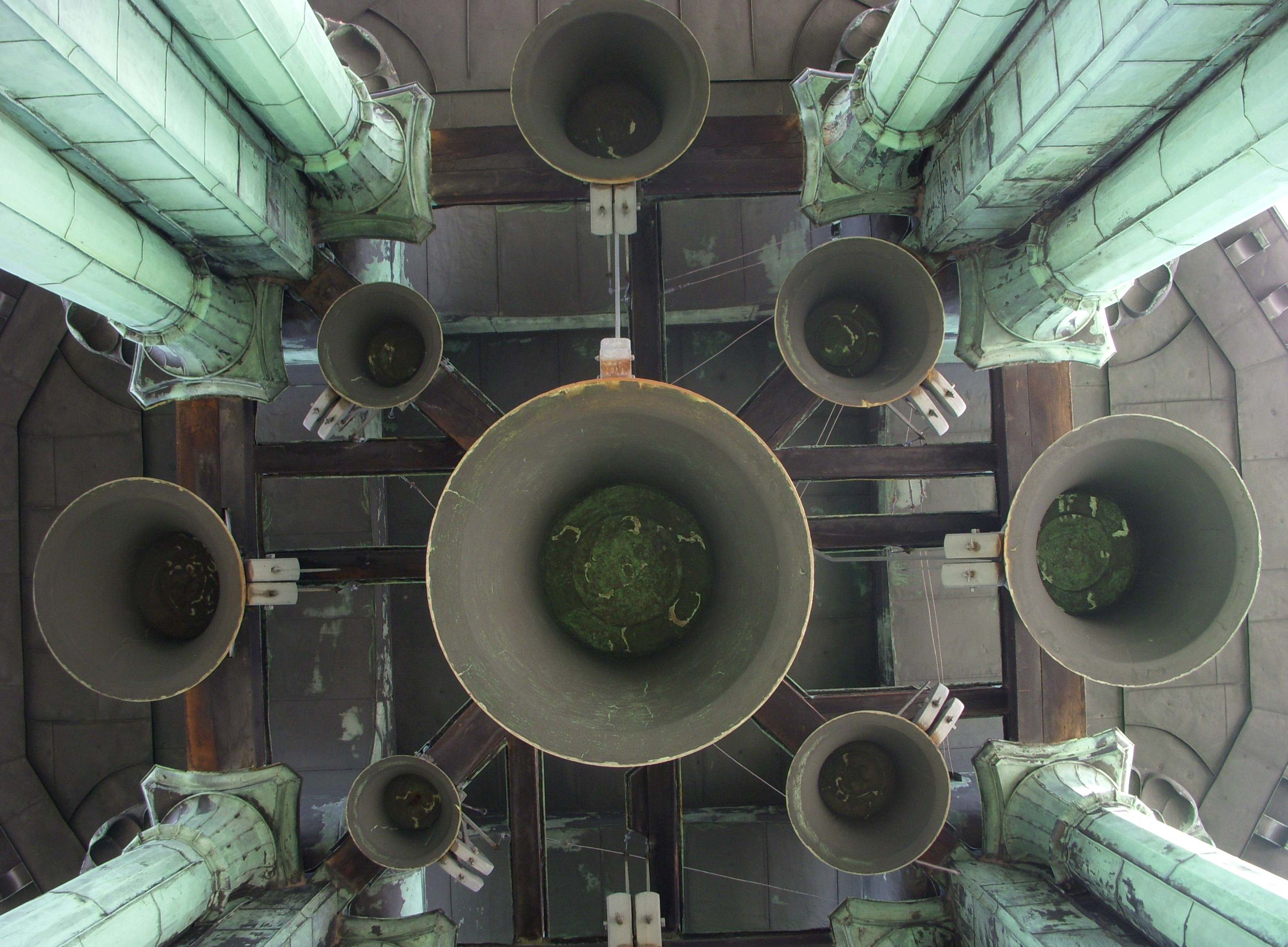
Дзвони Стокгольмської ратуші
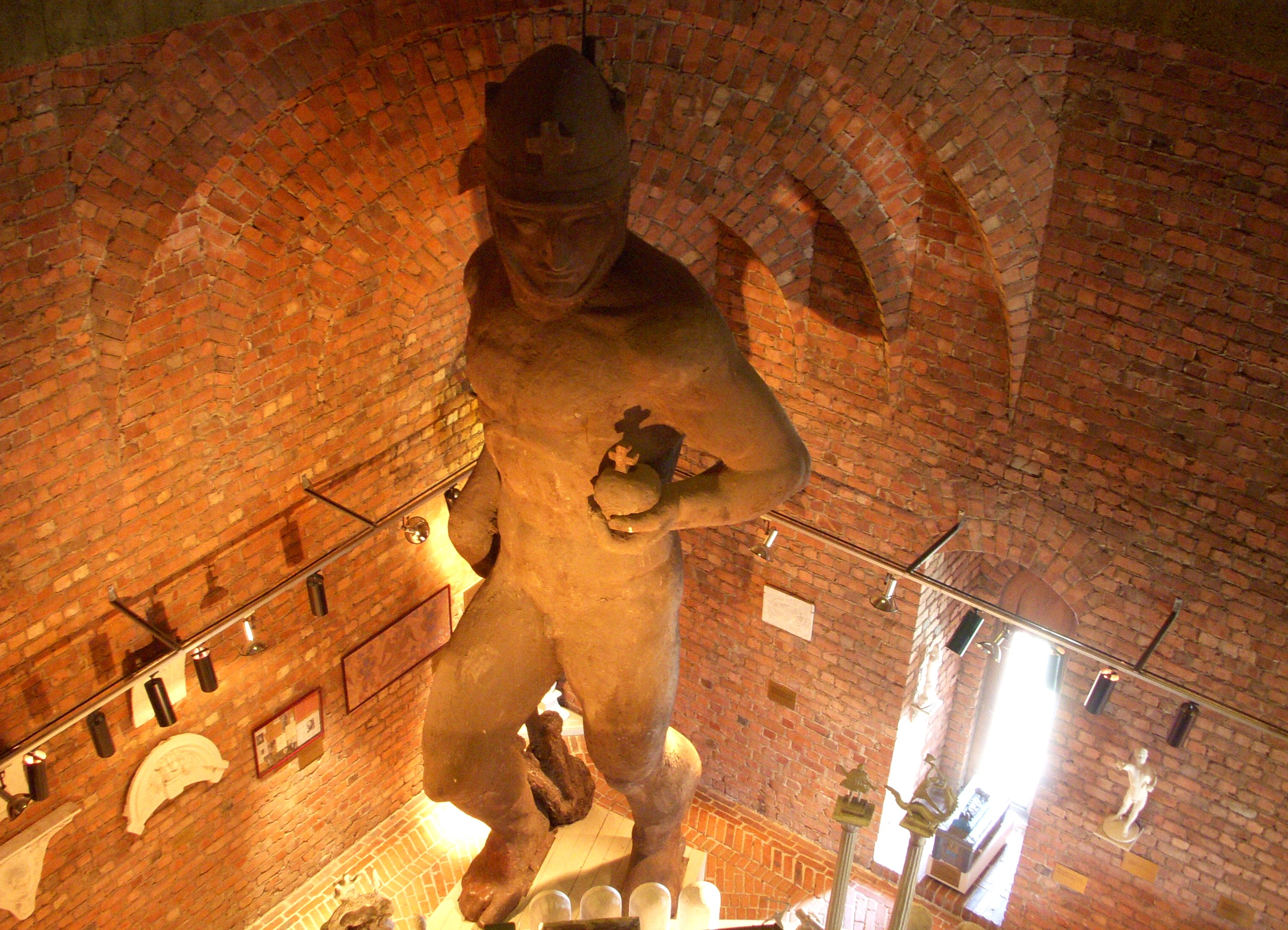
Статуя Святого Еріка в башті музею
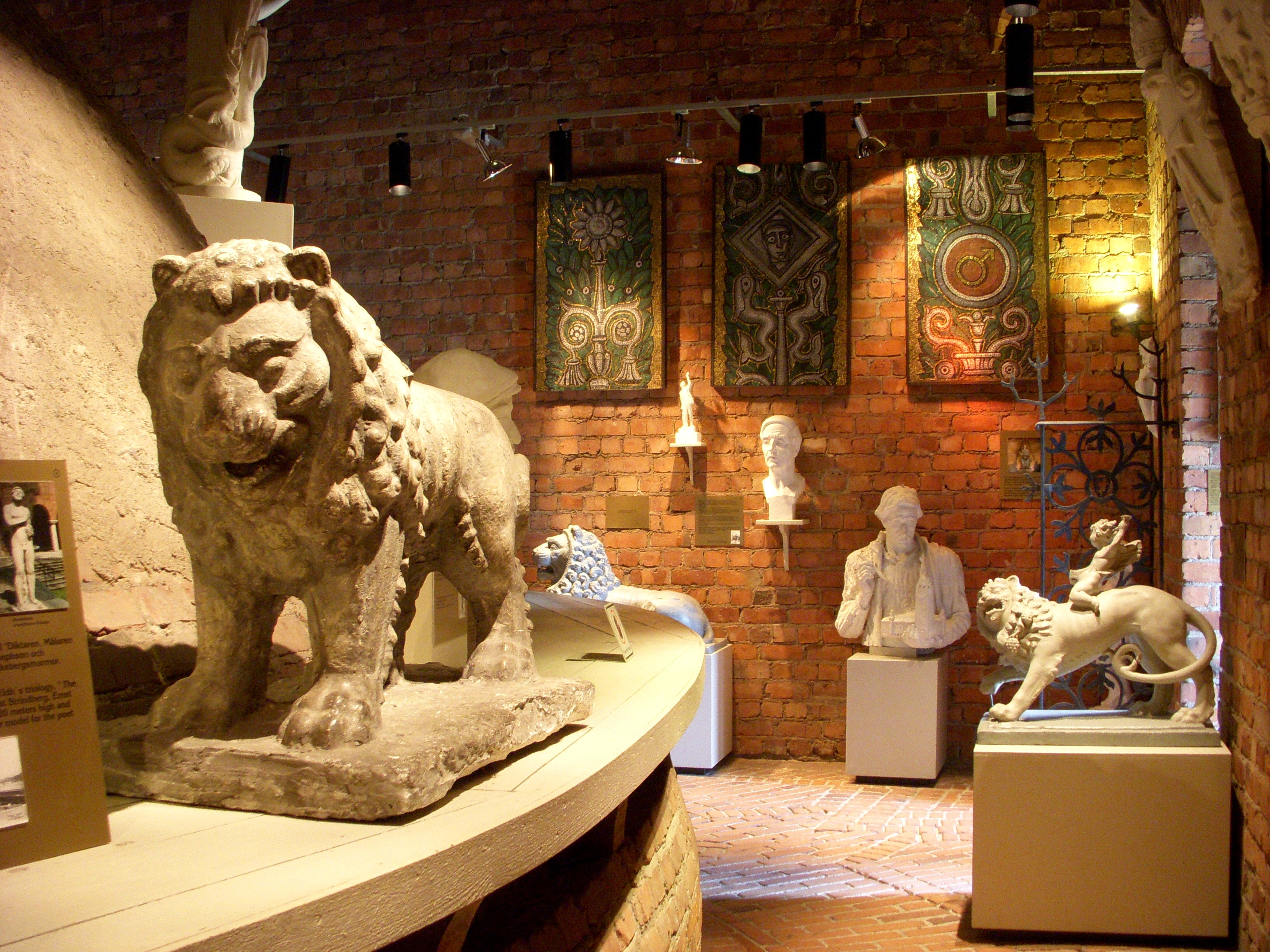
Музей
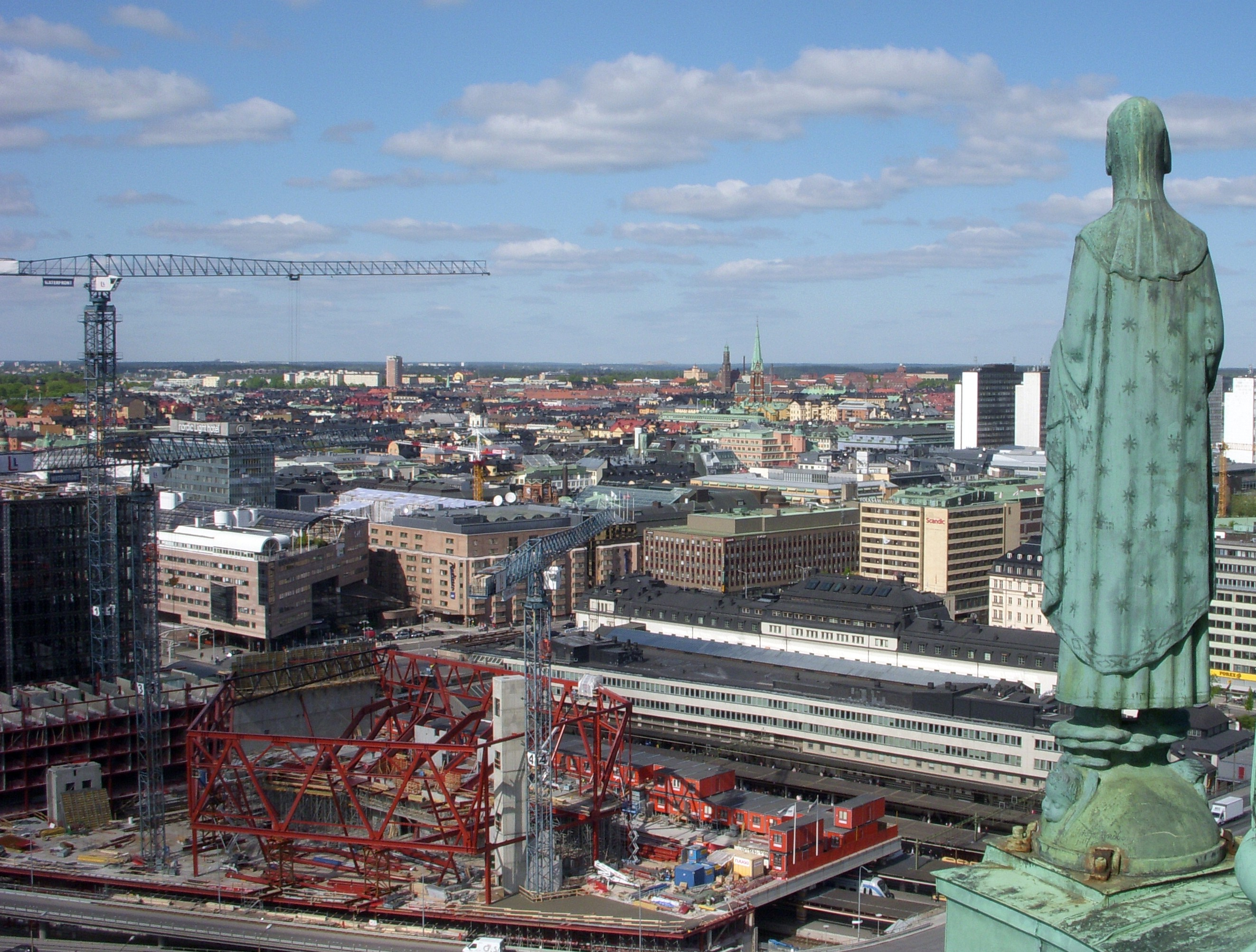
Вид на північний схід
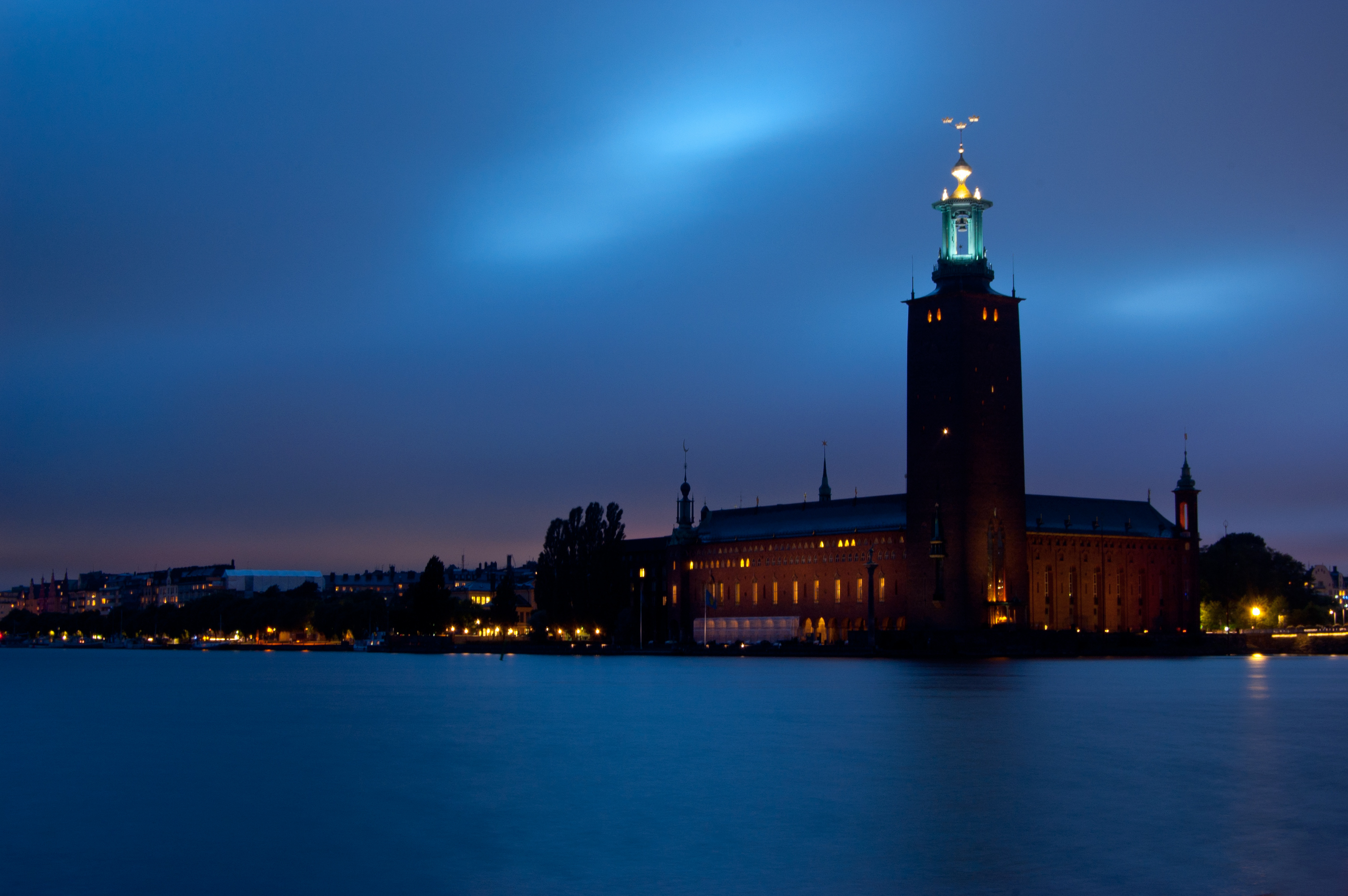
Стокгольмська ратуша в сутінках